# David Wright (piłkarz)
David Wright (ur. 1 maja 1980 w Warrington) – angielski piłkarz występujący na pozycji obrońcy w Colchester United.

## Kariera

### Crewe Alexandra
Karierę rozpoczął w klubie Crewe Alexandra. W tamtejszym klubie zadebiutował 1997 roku i stał się podstawowym zawodnikiem tego klubu.

### Wigan Athletic
Klub Wigan Athletic kupił go za £ 500,000 z Crewe Alexandra. Ale tam nie grał zbyt dużo gier i postanowił przejść na zasadzie wypożyczenia do Norwich City i zagrał tam 5 gier.

### Ipswich Town
David dołączył do Ipswich Town za około £ 200,000, a w styczniu 2007 roku podpisał z tym klubem trzyletni kontrakt. Zadebiutował przeciwko drużynie Sunderland na stadionie Stadium of Light 13 stycznia 2007. Swoją pierwszą bramkę w tym klubie David zdobył 22 kwietnia tego samego roku przeciwko Norwich, a mecz zakończył się remisem 1:1. Ale na końcu sezonu 2009/10 został zwolniony, z powodu słabych wyników jego drużyny.

### Crystal Palace
29 czerwca 2010 roku David podpisał kontrakt z Crystal Palace na zasadzie wolnego transferu. W połowie września 2012 roku został na miesiąc wypożyczony do występującego w League Two zespołu Gillingham F.C.

### Colchester United
25 stycznia 2013 roku przeszedł na zasadzie wolnego transferu do Colchester United.